# Sommartider
"Sommartider", skriven av Per Gessle, är den sång som med åren kommit att bli något av en "signaturmelodi" för den svenska popgruppen Gyllene Tider. Den släpptes på singel den 18 juni 1982. Den återlanserades såväl den 27 juni 1989 som den 1 juni 1995. Originalversionen placerade sig som bäst på sjätte plats på singellistan i Sverige och på tredje plats på singellistan i Norge, och 1989 års version placerade sig på tredje plats på singellistan i Sverige. 
"Sommartider" spelades även in med text på engelska, under namnet "Summer City". Detta gjordes till det planerade men aldrig utgivna albumet Modern Times.
Per Gessle själv har sagt att han inte minns låten som någon jättehit, utan att den växt med åren.
Singeln är en av titlarna i boken Tusen svenska klassiker (2009).

## Låtlista

### 1982

#### Sida A
1. "Sommartider" - 3:18

#### Sida B
1. "Tylö Sun" - 2:41
2. "Vart tog alla vänner vägen?" - 2:49

### 1989

#### Sida A
1. "Sommartider '89 remix" - 7:38

#### Sida B
1. "Sommartider" - 3:18
2. "Tylö Sun" - 2:41
3. "Vart tog alla vänner vägen?" - 2:49

### 1995
1. "Sommartider"
2. "Tylö Sun"
3. "Vart tog alla vänner vägen?"

## Listplaceringar

### 1982
| Lista (1982) | Position |
| ------------ | -------- |
| Norge        | 3        |
| Sverige      | 6        |

### 1989
| Lista (1989) | Position |
| ------------ | -------- |
| Sverige      | 3        |

## Publikation
- Barnens svenska sångbok, 1999, under rubriken "Gladsång och poplåt".

### Fotnoter
1. ↑  ”Modern Times” (på engelska). Gyllene Tider. 8 mars 2017. http://www.gyllenetider.com/discography/albums/modern-times/. Läst 1 juli 2018.
2. ↑  Gradvall et al 2009, nr. 595
3. ↑  Listplacering
4. ↑  Listplacering
5. ↑  Listplacering